# 卢卡斯试剂

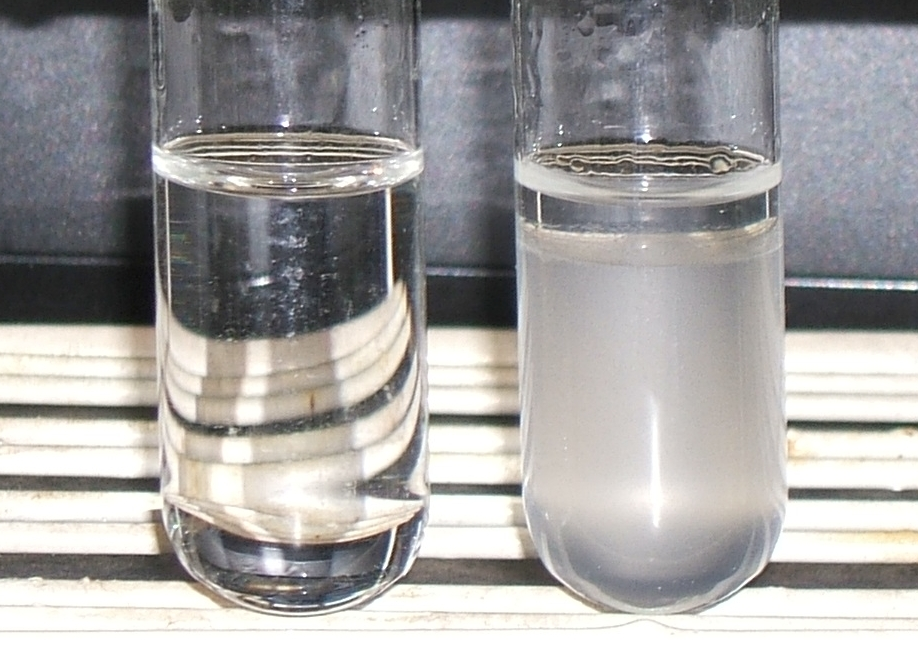
卢卡斯试剂和乙醇无可见反应，和叔丁醇产生云雾状现象

卢卡斯试剂（英語：Lucas' reagent）是无水氯化锌溶于高浓度盐酸所配制成的一种溶液。这种溶液被用于鉴别区分低分子量的醇。反应中氯会取代短链醇中的羟基，生成不溶于水的氯代烷，呈现沉淀。自从1930年被霍华德·卢卡斯报导以来，这个测试方法已经成为标准的鉴别方法。近年来这一方法已经被各种光谱和色谱分析方法所取代。

## 卢卡斯测试
卢卡斯测试基于一级醇、二级醇和三级醇和氯化氢反应速率的不同
ROH + HCl → RCl + H2O
等物质的量的ZnCl2 和盐酸组成了卢卡斯试剂，在盐酸的作用下，醇中的羟基发生质子化，脱去一分子水形成碳正离子，碳正离子和氯离子结合生成氯代烷。反应的快慢和醇对应的碳正离子稳定性有关，由于烃基的推电子性，叔碳正离子最稳定，容易生成，而伯碳正离子最不稳定，难以生成，所以可以通过反应的快慢判断低级醇的结构：
- 无可见反应，溶液不变浑浊，原物质为一级醇。
- 溶液在3到5分钟之内变为云雾状，原物质为二级醇。
- 溶液立即变成云雾状，发生相分离，原物质为三级醇，如 2-甲基-2-丁醇。